# 狩野正信
狩野正信（日语：狩野正信，1434年—1530年8月2日），日本室町时代的画家之一，狩野派的创始人。 常期供职于日本足利幕府。他多年致力于绘画创作，作品融合中国水墨画风格。影响日本画坛约4个世纪。